# 796

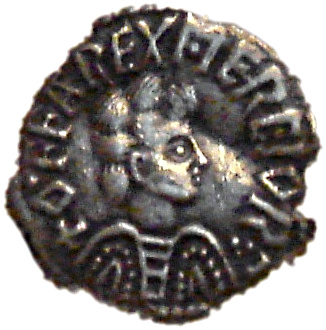
Koning Offa van Mercia (757-796)

Het jaar 796 is het 96e jaar in de 8e eeuw volgens de christelijke jaartelling.

## Gebeurtenissen

### Brittannië
- 18 april - Koning Æthelred I van Northumbria wordt vermoord door Angelsaksische edelen. Het koninkrijk wordt geteisterd door dynastieke strijd tussen adellijke families. Eardwulf keert terug uit ballingschap en bestijgt de troon als koning van Northumbria.
- Koning Offa van Mercia herstelt de diplomatieke betrekkingen met het Frankische Rijk en sluit een handelsverdrag. Kort daarna overlijdt Offa na een regeerperiode van 39 jaar. Hij wordt opgevolgd door zijn zoon Ecgfrith, en later door zijn neef Coenwulf.
- Prins Eadberht Præn keert na een ballingschap terug naar Kent en neemt als koning de macht over van Æthelhard, de aartsbisschop van Canterbury.

### Europa
- Koning Karel de Grote laat de Akense koningspalts uitbreiden met een hofkerk, tegenwoordig de Dom van Aken. Deze 16-kantige "paltskapel", wordt rijkelijk gedecoreerd met zuilen, marmer en mozaïeken die afkomstig zijn uit oude Romeinse gebouwen.

### Azië
- De Tō-ji-tempel wordt gebouwd, de pagode wordt bijna 55 meter hoog en behoort tot de Shingon-stroming (Japanse boeddhisme).

## Religie
- Alcuinus, Angelsaksische monnik en geleerde, wordt door Karel de Grote benoemd tot abt van de abdij van Tours. Hij laat een bibliotheek bouwen en kopieert religieuze manuscripten in zijn scriptorium.

## Geboren
- Lü Dongbin, Chinees taoïstisch leraar (waarschijnlijke datum)

## Overleden
- 18 april - Æthelred I, koning van Northumbria
- Mohammed al-Fazari, Arabisch filosoof (of 806)
- 29 juli - Offa, koning van Mercia
- Sibawayh, Perzisch taalkundige (waarschijnlijke datum)
- Tassilo III, hertog van Beieren (waarschijnlijke datum)
- Yaqub ibn Tariq, Perzisch astronoom (waarschijnlijke datum)